# Нерадник
Нерадник је био омладински часопис. Постојао је као интернет портал, а повремено излазио и у форми фанзина.
Пилот издање Нерадника изашло је у децембру 2004. године, а промоција одржана у тадашњем београдском сквоту КУДРУЦ. Од тада часопис излази нередовно, по потреби, сваких пар месеци, а промоције су одржаване у клубу Академија, на београдском језеру Паригуз, Ади Сафари, сплаву Катастрофа и другим местима. Нерадник подржава копилефт политику ауторских права, па је штампање и умножавање часописа било дозвољено и пожељно. Часопис се делио бесплатно.
Часопис је подржавао неафирмисане ствараоце, углавном са београдске андерграунд сцене, али и шире, па се уз часопис често деле и компилације са ауторском музиком и филмовима.